# Savignac-de-l'Isle
 Savignac-de-l'Isle  es una población y comuna francesa, situada en la región de Aquitania, departamento de Gironda, en el distrito de Libourne y cantón de Guîtres.

## Demografía
| 285 | 249 | 310 | 410 | 463 | 476 |
| Para los censos de 1962 a 1999 la población legal corresponde a la población sin duplicidades (Fuente: INSEE [Consultar]) |     |     |     |     |     |